# 波鸿
波鸿（德語：Bochum，德語發音：[ˈboːxʊm] ⓘ），德国鲁尔区城市，隶属于北莱茵-威斯特法伦州阿恩斯贝格行政区，截至2023年12月31日总人口为366,385人，是該州第六大城市。
在波鸿的6所大学中，拥有超过30000名学生的鲁尔大学是德国最大的大学之一。此外波鸿还有著名的德国矿业博物馆、波鸿戏剧院、波鸿天文馆和最成功的音乐剧团星光特快。采矿业没落之后，波鸿发展成为服务中心。进一步发展形成了各不相同的矿山研究所。波鸿铸造钢铁的历史可以追溯到成立于1942年的波鸿协会。该企业最初的产品是钢制大钟。市政厅门前放置着一口重15000公斤的大钟。

## 地理
波鸿位于魯爾區，鲁爾河和埃姆舍河皆流經。市內最高點位於Kemnader大街，海拔196米；最低點位處Blumenkamp in Hordel，海拔43米，南北向最寬13.0千米，東西向最寬處17.1千米，周長67.2千米。

### 周边地区
黑尔讷、卡斯特罗普-劳克瑟尔、多特蒙德、维滕、哈廷根、埃森和盖尔森基兴。

### 城市构成

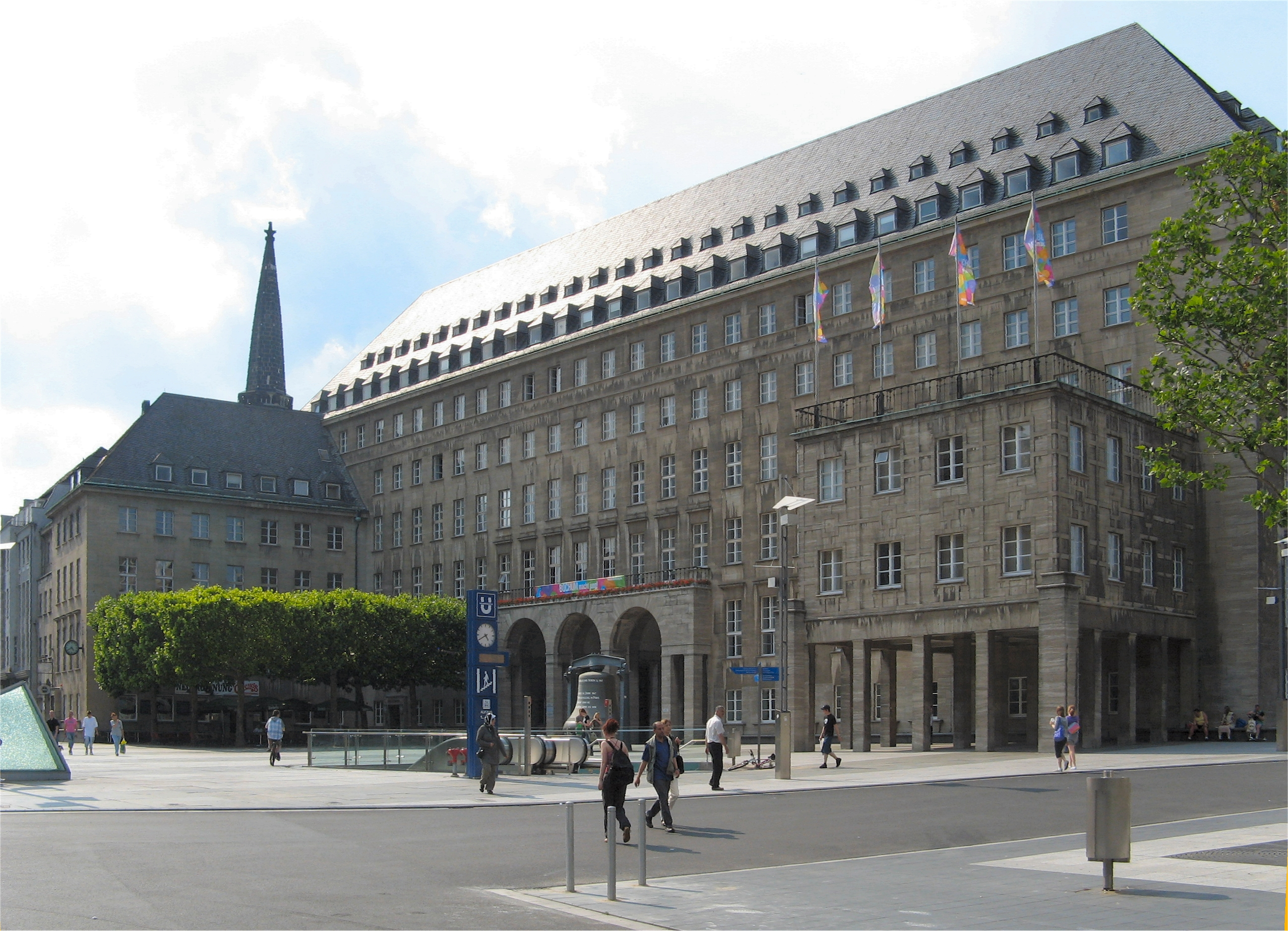
波鸿市政厅

波鸿市由6个市轄區（Stadtbezirk）构成。每个区有自己的区办事处（Bezirksvertretung），负责人为区长（Bezirksvorsteher）。每个区又包含若干个小的統計分區，其中大多数都曾经是独立的镇，在被合并入较大的行政区之后失去了自治权。这些小的地区都独享一个两位阿拉伯数的地区代码。
| 市轄區             | 分區                                                                                            |
| ------------------ | ----------------------------------------------------------------------------------------------- |
| 中心區（I，）      | Bochum-Innenstadt、Altenbochum、Grumme、Hamme、Hofstede、Hordel、Riemke                         |
| Wattenscheid（II） | Eppendorf、Günnigfeld、Höntrop、Leithe、Munscheid、Sevinghausen、Wattenscheid-Mitte、Westenfeld |
| 北區（III，）      | Bergen、Gerthe、Harpen、Hiltrop、Kornharpen、Voede-Abzweig                                      |
| 東區（IV，）       | Laer、Langendreer、Werne                                                                        |
| 南區（V，）        | Querenburg、Stiepel、Wiemelhausen                                                               |
| 西南區（VI，）     | Dahlhausen、Linden、Sundern、Weitmar（Bärendorf、Mark、Mitte）                                  |

## 政治
An der Spitze der Stadt stand zunächst der gräfliche Stadtschultheiß der Grafschaft Mark。然而自1321年已经有关于议会的记载，由两位市长和六位男性议员（Ratsfreunde）组成。直至1744年市长均为一年一选。从1731年开始出现了“命令市长”（worthaltender Bürgermeister）和“第二市长”。前者负责城市的总体工作，后者偏重治安和市场管理。此外还有三位议员，分别负责建筑与居住、火灾和财政。1714年至1765年间，地方议会由普鲁士政府指定。随后议会由选举产生。法占时期还有一个Maire。1815年起，市长为城市最高管理人。1843年 wurde die Landbürgermeisterei Bochum abgetrennt 并写入城市修正案。
纳粹时期，总市长由纳粹党指定。波鸿在纳粹管理体系中占南威斯特法伦管理席。第二次世界大战后，英国军政府指定一个新的总市长，1946年又由军政府根据英国典范建立了公共宪法。随后，总市长一职由民众组成的城市委员会（Rat der Stadt）选举产生。该委员会的成员称作“城市议政员”。最初从委员会成员里产生总市长，并作为委员会的主席。其时的总市长只是名誉上行职。1946年开始，委员会以同样的方法选出一个主政的总城市执政官，并负责市政管理。1994年，这个两头大的市政管理方式被废除，并从此只留下一个主政的总市长。他也携任城市委员会的主席。1999年，波鸿总市长一职才真正由民众选举产生。

2020年市議會選舉結果

市议会共有86个席位。2020年9月13日地区选举的结果分配如下：
| 政黨                                                 | 政黨                 | 得票    | %     | +/-      | 議席 | +/-      |
| ---------------------------------------------------- | -------------------- | ------- | ----- | -------- | ---- | -------- |
|                                                      | 德國社會民主黨       | 46,626  | 33.7  | ▼ 4.9    | 29   | ▼ 3      |
|                                                      | 聯盟90/綠黨          | 30,658  | 22.2  | ▲ 9.3    | 19   | ▲ 8      |
|                                                      | 德國基督教民主聯盟   | 28,799  | 20.8  | ▼ 4.9    | 18   | ▼ 4      |
|                                                      | 左翼黨               | 8,434   | 6.1   | ▼ 0.1    | 5    | ±0       |
|                                                      | 德國另類選擇         | 7,774   | 5.6   | ▲ 2.1    | 5    | ▲ 2      |
|                                                      | UWG: Freie Bürger    | 4,673   | 3.4   | ▲ 0.9    | 3    | ▲ 1      |
|                                                      | 自由民主黨           | 4,517   | 3.3   | ▲ 0.4    | 3    | ▲ 1      |
|                                                      | 黨                   | 3,223   | 2.3   | 首次參選 | 2    | 首次參選 |
|                                                      | Die Stadtgestalter   | 2,387   | 1.7   | ▲ 0.6    | 2    | ▲ 1      |
|                                                      |                      |         |       |          |      |          |
|                                                      | Soziale Liste Bochum | 814     | 0.6   | ▼ 0.2    | 0    | ▼ 1      |
|                                                      | 德國國家民主黨       | 429     | 0.3   | ▼ 0.6    | 0    | ▼ 1      |
| 有效票數                                             | 有效票數             | 138,334 | 99.0  |          |      |          |
| 無效票數                                             | 無效票數             | 1,447   | 1.0   |          |      |          |
| 總票數                                               | 總票數               | 139,781 | 100.0 |          | 86   | ▲ 2      |
| 選民數目/投票率                                      | 選民數目/投票率      | 287,203 | 48.7  | ▲ 0.2    |      |          |
| 來源：State Returning Officer （页面存档备份，存于） |                      |         |       |          |      |          |

### 友好城市
- 设菲尔德（英国），自1950年
- 奥维耶多（西班牙），自1980年
- 顿涅茨克（乌克兰），自1987年[註 1]
- 北豪森（德国），自1990年
- 徐州（中国），自1994年

## 文化和旅游景点

### 剧院
波鸿市有超过20家剧院。
Schauspielhaus Bochum:1915年在Varietétheater(1908)的基础上设立的市立剧院。一战期间杜塞尔多夫的市立剧团转移到此做访问演出。不久后该剧院取名威廉-莎士比亚舞台。）二战中几乎被完全摧毁，1954年在旧的基础上重建，本身亦是值得一看的建筑艺术（设计师：Gerhard Graubner）。

### 电影院
现在波鸿有9家电影院，即：
- UCI Kinowelt Ruhr-Park (Multiplex)
- Union Kino Bochum
- Metropolis Filmtheater
- Endstation, Kino im Bahnhof-Langendreer
- Casablanca Kino
- Bofimax Bochum
- Fiege KinoOpenAir (im Sommer)

### 红灯区
西站附近有德国鲁尔工业区最大的红灯区。

### 运动

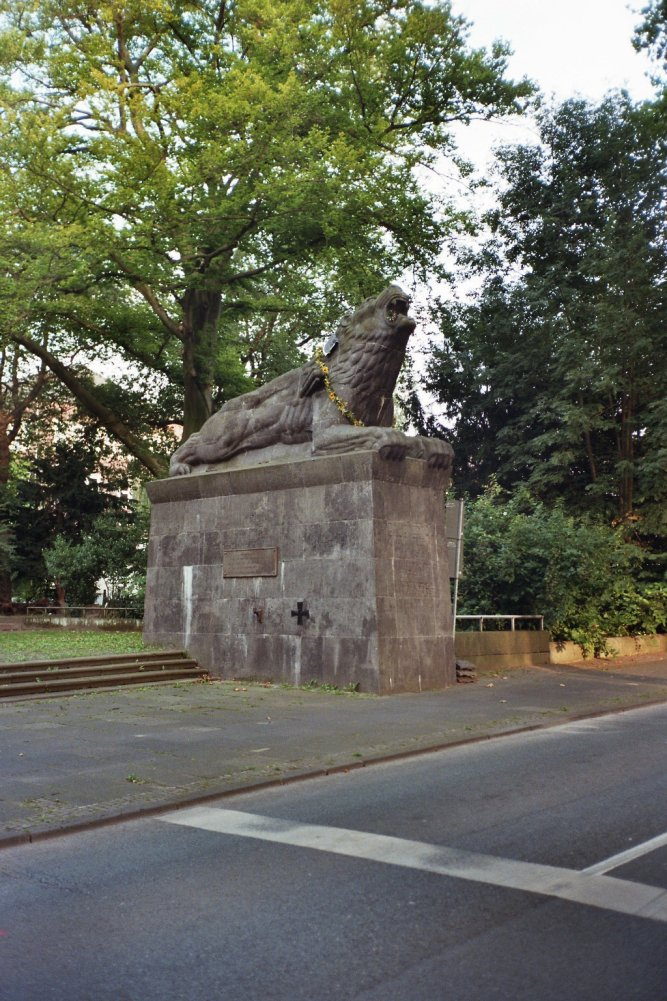
Das Löwendenkmal

跨越地域影响力的体育协会以波鸿足球俱乐部(VfL Bochum)为首，同时还包括SG Wattenscheid 09足球俱乐部，手球女队Teutonia Riemke，田径和体操协会TV Wattenscheid 01，以及男子女子各一支的美式橄榄球俱乐部。